# لوبومیر پوکلودا
لوبومیر پوکلودا (چکی: Lubomír Pokluda؛ زادهٔ ۱۷ مارس ۱۹۵۸) بازیکن فوتبال اهل جمهوری چک بود.
از باشگاه‌هایی که در آن بازی کرده‌است می‌توان به باشگاه فوتبال لیرسه، باشگاه فوتبال اسپارتا پراگ، و باشگاه فوتبال تپلیس اشاره کرد.
وی به‌همراه تیم ملی فوتبال چکسلواکی به مقام قهرمانی بازی‌های المپیک تابستانی ۱۹۸۰ رسیده‌است.